# Anarta inperspicua
Anarta inperspicua is een vlinder uit de familie uilen (Noctuidae). De wetenschappelijke naam is voor het eerst geldig gepubliceerd in 1998 door Hacker.
De soort komt voor in Europa.